# Irwin McIntosh
Cameron Irwin McIntosh (* 1. Juli 1926 in North Battleford, Saskatchewan; † 24. September 1988) war ein kanadischer Verleger. Von 1978 bis 1983 war er Vizegouverneur der Provinz Saskatchewan.

## Biografie
Der Sohn des liberalen Unterhausabgeordneten Cameron Ross McIntosh studierte an der University of Saskatchewan. 1952 übernahm er von seinem Vater die Leitung des Verlagshauses McIntosh Publishing, welches verschiedene Zeitungen herausgab. Generalgouverneur Jules Léger vereidigte ihn am 22. Februar 1978 als Vizegouverneur von Saskatchewan.
Zu Beginn seiner Amtszeit sorgte McIntosh für eine Kontroverse, als er sich öffentlich für die Todesstrafe aussprach und deswegen von Allan Blakeney heftig kritisiert wurde. Das belastete Verhältnis zur Provinzregierung verbesserte sich wieder, als er sich aktiv an der Organisation der 75-Jahr-Feier Saskatchewans beteiligte. 1980 nahm er die Wiedereröffnung des Government House (Amtssitz des Vizegouverneurs) vor, das 1944 aus Spargründen geschlossen worden war. Das Gebäude dient seither wieder zeremoniellen Zwecken, nicht aber als Wohnsitz. McIntosh blieb bis zum 6. Juli 1983 im Amt.